# تنر هال (فیلم)
تنر هال (به انگلیسی: Tanner Hall) فیلمی محصول سال ۲۰۰۹ است. در این فیلم بازیگرانی همچون رونی مارا، بری لارسون، جورجیا کینگ، امی فرگوسن، تام اورت اسکات، کریس کاتان، ایمی سداریس، شان پایفروم و سوزان میسنر ایفای نقش کرده‌اند.